# Deutsche Schule Melbourne
Die Deutsche Schule Melbourne ist eine von der Bundesrepublik anerkannte Deutsche Auslandsschule. Im Jahr 2008 öffnete sie ihre Türen. Die Schule bietet bilingualen Unterricht für Grundschulkinder bis zur 6. Klasse und befindet sich in North Fitzroy, einem nördlichen Vorort von Melbourne (im Bundesland Victoria), Australien.

## Schulchronik/Geschichte
Die Deutsche Schule Melbourne wurde im Jahr 2008 auf dem Gelände des ehemaligen St. Joseph’s College gegründet. Aktuell fungiert die Deutsche Schule Melbourne noch als reine Grundschule, beginnend mit dem Foundation Year bis zu Klasse 6, entsprechend dem australischen Schulsystem (7 Jahre) und hat rund 160 Schüler.
Ab dem Jahr 2025 wird die Deutsche Schule Melbourne sich erweitern und ein Sekundarschulprogramm einführen, das mit der 7. Klasse beginnt und im Jahr 2026 mit der 8. Klasse fortgesetzt wird.

## Bildungsangebot der Deutschen Schule Melbourne
Die Schülerinnen und Schüler der Deutschen Schule Melbourne werden bilingual und bikulturell erzogen, mit Deutsch und Englisch als Unterrichtssprachen. Der Unterricht basiert auf einem One-Teacher-One-Language-Ansatz, bei dem die Lehrer den Unterricht nur in ihrer Muttersprache, sei es Deutsch oder Englisch, durchführen. Alle Lehrer der DSM sind fließend zweisprachig in Englisch und Deutsch.
Der Lehrplan der Deutschen Schule Melbourne erfüllt die Anforderungen sowohl der Victorian Essential Learning Standards (VELS) als auch des Thüringer Lehrplans und gewährleistet einen einfachen Übergang für Schüler, die nach ihrem Abschluss an der DSM an eine andere australische, deutsche oder internationale Schule wechseln. Die Schülerinnen und Schüler lernen gleichzeitig das Lesen und Schreiben auf Deutsch und Englisch. In den Klassen 1 und 2 werden ca. 80 % der Unterrichtsstunden auf Deutsch gehalten. Der Anteil der englischsprachigen Unterrichtsstunden steigt mit den Jahrgangsstufen an, so dass der englischsprachige Unterricht bis zur 6. Klasse etwa 50 % der Unterrichtszeit ausmacht.
In der Sekundarstufe wird die englische und deutsche Lese- und Schreibfähigkeit neben Mathematik weiterhin im Mittelpunkt des Lehrplans stehen. Zusätzlich liegt ab der 7. Klasse aber auch ein starker Fokus auf den Natur- und Geisteswissenschaften. Hierfür werden die Stundenpläne der Schüler um die Unterrichtsfächer Geschichte, Geographie, Staatsbürgerkunde, Biologie, Physik und Chemie erweitert.